# Elisabeth Scherer
Elisabeth Scherer (30 de julio de 1914 - 18 de abril de 2013) fue una actriz teatral, cinematográfica, televisiva y de voz de nacionalidad alemana.

## Biografía
Nacida en Colonia, Alemania, entre 1930 y 1933 recibió formación teatral en la Städtische Schauspielschule de Colonia y en la escuela Mary Wigman.
En sus comienzos una actriz teatral de éxito, sin embargo llegó a ser más conocida por su trayectoria televisiva. Por su papel de Lilli en la película producida por Til Schweiger Jetzt oder nie – Zeit ist Geld (con Corinna Harfouch, Martin Semmelrogge, Ingrid von Bothmer y Til Schweiger, entre otros actores) fue galardonada con el Premio Ernst Lubitsch de 2001 junto a sus compañeros de reparto Christel Peters y Gudrun Okras.
Scherer también actuó en diferentes adaptaciones radiofónicas. Así, bajo la dirección de Eduard Hermann, fue Steve Temple en un episodio de las aventuras del detective Paul Temple, Paul Temple und der Fall Curzon, creadas por Francis Durbridge. Sus compañeros de reparto eran René Deltgen, Herbert Hennies, Kurt Lieck, Heinz von Cleve y Peter René Körner.
Elisabeth Scherer se casó tres veces (uno de sus maridos fue el actor René Deltgen) y tuvo cinco hijos. Sus hijos Matthias Deltgen y Daniel Werner también se dedicaron a la actuación.
La actriz falleció en Colonia, Alemania, en 2013, a los 98 años de edad. Fue enterrada en el Cementerio Melaten-Friedhof de esa ciudad.

## Filmografía
- 1942 : Fronttheater, de Arthur Maria Rabenalt
- 1942 : Dr. Crippen an Bord, de Erich Engels
- 1954 : Das zweite Leben, de Victor Vicas
- 1989 : Der Blaue Mond, de Monika Schmid
- 1996 : Abbuzze! Der Badesalz-Film, de Roland Willaert
- 1996 : Lindenstraße, episodio 551 (serie TV)
- 1997 : Nur eine Hure (TV), de Rainer Wolffhardt
- 1997 : Post Mortem – Der Nuttenmörder (TV), de Wolfgang F. Henschel
- 1998 : Der Dicke und der Belgier (serie TV), de Frank Strecker
- 1998 : Helden und andere Feiglinge, de Dennis Satin
- 1999 : Jimmy the Kid, de Wolfgang Dickmann
- 1999 : Rembrandt, de Charles Matton
- 1999 : Ritas Welt (serie TV)
- 2000 : Jetzt oder nie – Zeit ist Geld, de Lars Büchel
- 2001 : Mädchen, Mädchen, de Dennis Gansel
- 2003 : Karlchens Parade (TV), de Michael Ester
- 2003 : 4 Freunde und 4 Pfoten, de Gabriele Heberling
- 2004 : René Deltgen – Der sanfte Rebell (documental TV), de Michael Wenk
- 2005 : Tatort, episodio Schürfwunden